# Neville Lytton
Neville Lytton (Calcutá, 6 de fevereiro de 1879 — desc., 9 de fevereiro de 1951) foi um atleta britânico que competiu em provas de jeu de paume.
Neto do famoso romancista Edward Bulwer-Lytton, nasceu na Índia e foi educado em Paris, na França. Na Primeira Guerra Mundial, serviu como oficial na Frente Ocidental e foi condecorado pelo governo francês como Chevalier pela Legião de Honra. No esporte, Lytton é o detentor de uma medalha olímpica, conquistada na edição britânica, os Jogos de Londres, em 1908. Nesta ocasião, foi superado pelo compatriota Eustace Miles, em prova conquistada pelo norte-americano Jay Gould II, para encerrar como terceiro colocado. Fora das competições também ficou conhecido como artista, exibindo pinturas em galerias europeias e americanas.